# 小行星2317
小行星2317（2317 Galya）是一颗绕太阳运转的小行星，为主小行星带小行星。该小行星于1960年9月24日发现。
該小行星以發現者湯姆·赫雷爾斯的朋友加雅·盧巴斯基（Galya Lubarsky）命名。

## 轨道参数
小行星2317的轨道半长轴为2.5243481 UA，离心率为0.165。